# Wild Hope
"Wild Hope" é o quinto álbum de estúdio da cantora norte-americana Mandy Moore, lançado em 2007, o primeiro lançado desde o fim de seu contrato com a sua antiga gravadora, em 2003.
Foi um álbum muito bem recebido pela crítica. Nele, Mandy se distancia mais de seu passado adolescente, e é caracterizado pela evolução vocal da cantora.
Todas as músicas foram co-escritas por Mandy.

## Vendas e promoção
Mandy Moore saiu em turnê para promover o álbum que debutou na posição #30 na Billboard 200, e, após 5 semanas já não aparecia nas paradas. Voltou na posição #118 após o concerto que fez para o MSN que incluía, além das músicas do álbum, mais três músicas: "Moonshadow", "Help Me" e "Candy".
Vendeu pouco mais de 200.000 cópias nos EUA, e cerca de 600.000 cópias mundialmente.[carece de fontes?]

## Lista de faixas
1. "Extraordinary" (Moore, Talan, Tannen) - 2:54
2. "All Good Things" (Moore, Talan, Tannen) - 2:53
3. "Slummin' In Paradise" (com Jason Mraz nos backing vocals) (Moore, Renald) - 4:12
4. "Most of Me" (Lori McKenna, Moore) - 4:47
5. "Few Days Down" (Moore, Talan, Tannen) - 3:23
6. "Can't You Just Adore Her?" (McKenna, Moore) - 3:55
7. "Looking Forward to Looking Back" (Moore, Talan, Tannen) - 3:13
8. "Wild Hope" (Moore, Talan, Tannen) - 2:59
9. "Nothing That You Are" (Moore, Renald) - 4:28
10. "Latest Mistake" (McKenna, Moore) - 4:08
11. "Ladies' Choice" (Holmes, Moore, Yamagata) - 4:56
12. "Gardenia" (Chantal Kreviazuk, Moore) - 4:27

## Datas de lançamentos
| País           | Data                    | Formato          |
| -------------- | ----------------------- | ---------------- |
| Austrália      | 18 de junho de 2007     | Download digital |
| Estados Unidos | 19 de junho de 2007     | CD               |
| Austrália      | 23 de fevereiro de 2007 | CD               |

## Paradas musicais
| Parada (2007)           | Melhor posição | Cópias vendidas |
| ----------------------- | -------------- | --------------- |
| Billboard 200           | 30             | 109,000+        |
| Top Internet Albums     | 9              | 109,000+        |
| Top 100 Canadian Albums | 84             | 15,000+         |